# Airliners.net
Airliners.net är en webbplats som grundades av Johan Lundgren (f. 1975), Sverige och sedermera blivit världens mest omfattande webbplats i ämnet flyg, senare såld till USA. På webbplatsen finns det möjlighet att skicka in och titta bilder på flygplan, helikoptrar och flygplatser, och idag finns över 1 miljon bilder. En del av webbplatsen är begränsad för betalande medlemmar.